# Scott Hunter-Russell
Scott Hunter-Russell (Sídney, 1 de junio de 1970) es un deportista australiano que compitió en tiro con arco, en la modalidad de arco recurvo.
Ganó una medalla sed bronce en el Campeonato Mundial de Tiro con Arco al Aire Libre de 1991 y una medalla de oro en el Campeonato Mundial de Tiro con Arco en Sala de 1999, ambas en la prueba de equipo.
Participó en dos Juegos Olímpicos de Verano, en los años 1992 y 2000, ocupando el séptimo lugar en Barcelona 1992, en la prueba de equipo.

## Palmarés internacional
| Campeonato Mundial al Aire Libre | Campeonato Mundial al Aire Libre | Campeonato Mundial al Aire Libre | Campeonato Mundial al Aire Libre |
| Año                              | Lugar                            | Medalla                          | Prueba                           |
| -------------------------------- | -------------------------------- | -------------------------------- | -------------------------------- |
| 1991                             | Cracovia (Polonia)               | Medalla de bronce                | Equipo                           |
| Campeonato Mundial en Sala       |                                  |                                  |                                  |
| Año                              | Lugar                            | Medalla                          | Prueba                           |
| 1999                             | La Habana (Cuba)                 | Medalla de oro                   | Equipo                           |